# Saddam al Jamal
Saddam Al Jamal (em árabe: صدام الجمل) era um traficante de drogas que integrou o Exército Sírio Livre e mais tarde desertou para o EIIL, denunciando o apoio ocidental à facção que ele apoiou anteriormente. Ele estava no círculo de chefes do Conselho Militar Supremo da Síria antes de se tornar braço direito de Abu Omar al-Shishani na Síria. Quando membro da oposição síria moderada, chefiou uma das mais fortes brigadas rebeldes de Deir ez-Zor perto da fronteira iraquiana.